# Križevec
Križevec je naselje u slovenskoj Općini Zreču. Križevec se nalazi u pokrajini Štajerskoj i statističkoj regiji Savinjskoj. 

## Stanovništvo
Prema popisu stanovništva iz 2002. godine naselje je imalo 245 stanovnika.